# Marat ou les Héros de la Révolution
 (juin 2011).
Si vous disposez d'ouvrages ou d'articles de référence ou si vous connaissez des sites web de qualité traitant du thème abordé ici, merci de compléter l'article en donnant les références utiles à sa vérifiabilité et en les liant à la section « Notes et références ».

Marat ou les Héros de la Révolution est un roman français écrit par Léo Taxil et Jean Vindex.
Le roman retrace la vie de Marat sous la Révolution française, le roman se situe parfois à Paris où vit Marat, parfois à la cour et parfois ailleurs. Il est un des romans les plus favorables à la Révolution dans tous ses aspects. L’histoire commence peu avant la prise de la Bastille où Marat se joindra au peuple pour l’épopée révolutionnaire. Mais bien vite on voit la cour tout faire pour lutter contre le peuple.

## Présentation
Il est un des plus volumineux si ce n’est le plus volumineux roman portant sur l’époque de la Révolution allant d’avant la prise de la Bastille à la mort de Marat. Le livre est extrêmement documenté et essaie de rester fidèle à l’histoire. Il fut écrit en 1883 et publié par la Librairie Anti-cléricale. Il est illustré par de nombreux dessins.

## Historiographie
Le livre voit Marat comme un héros dévoué à son peuple qui se révolte contre la tyrannie. Il est impassible dans sa défense de la liberté, tout le peuple lui fait confiance, il ne se laisse impressionner par rien ni personne et traite les grands comme les petits, il est prêt à mourir pour lutter et ne change pas du tout son discours même quand Antoinette tente de le soudoyer, son refus entraînera une tentative de meurtre de la part d’Antoinette, tentative qui sera le point de rupture, il est en permanence vu comme la grande figure de la Révolution, tous les révolutionnaires l’admirent.
Le roi est montré comme un homme grossier, mauvais et ridicule, il est insoucieux et faible bien que voulant à tout prix garder son pouvoir, contrairement à la vision de certain historien y compris chez ceux favorables à la Révolution comme Maurice Lachâtre, le roman ne voit pas Louis XVI comme une simple marionnette de son épouse, il est présenté comme un roi impitoyable et orgueilleux.
La reine est présentée comme une femme vaniteuse, perfide, débauchée et haineuse, méprisant son mari, elle tient en réalité les commandes du royaume. Au fur et à mesure que le roman avance les traits d’une reine autoritaire avec un caractère narcissique, débauchée et immorale se font plus claire, elle commet l’adultère avec des amants, mais aussi avec des femmes, elle veut absolument massacrer le peuple mais est ulcérée par la faiblesse passive de son mari. Elle tente de nombreux complots, elle empoisonne les personnes qui lui sont embarrassantes, son mari aime la critiquer pour ses échecs ce qui est réciproque.